# Vlag van Marken (Italië)

Vlag van Marken

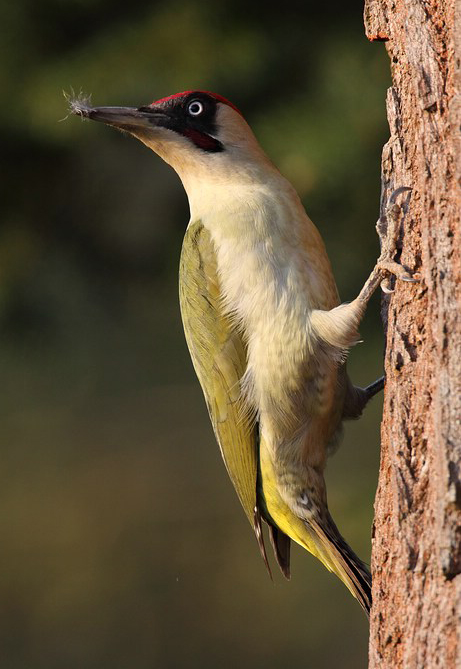
Een groene specht, de totem van de Picenen, volgens de Griekse en Romeinse literaire traditie.

De vlag van Marken bestaat uit een wit veld met daarop het regionale logo. Dit logo is in gebruik sinds 1980. Het heeft de vorm van een groen omrand wit schild met in het midden een grote zwarte letter M, waarvan het linkerdeel gevormd wordt door een gestileerde specht. De vlag werd aangenomen op 4 november 1995.
De specht was de stamtotem van de Picenen, een Italiaanse stam die in het grootste deel van het huidige Marken leefde.
De band van de vogel met de regio wordt aangetoond in de Griekse en Latijnse literatuur:
De Picentes zijn hierheen gekomen vanuit Sabina, onder leiding van een specht die de stichters de weg wees. Vandaar hun naam: want ze noemen deze vogel picus en beschouwen hem als heilig voor Ares. Ze bevinden zich vanaf de bergen tot aan de vlakten en de zee.
De Piceno regio, waar men Asculum vindt, wordt zo genoemd omdat toen de Sabijnen hun reis naar Ascolum ondernamen, een specht op hun banier neerstreek
Toen de inwoners van dit gebied hierheen kwamen vanuit het Sabijnse gebied, streek er een specht neer op hun insignes en hieruit werd de naam Piceno geboren.